# Simulium pulchrum
Simulium pulchrum es una especie de insecto del género Simulium, familia Simuliidae, orden Diptera.
Fue descrita científicamente por Philippi, 1865.